# Coloradokröte

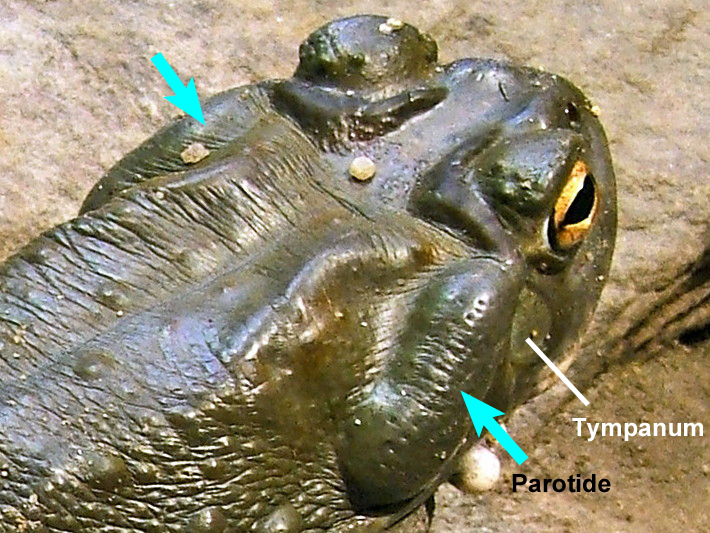
Die Ohrdrüsen (Parotiden) der Coloradokröte sind hier durch blaue Pfeile markiert; zusätzlich zeigt ein Pfeil auf die rechte Trommelfellregion („Tympanum“).

Verbreitungsgebiet im südwestlichen Nordamerika

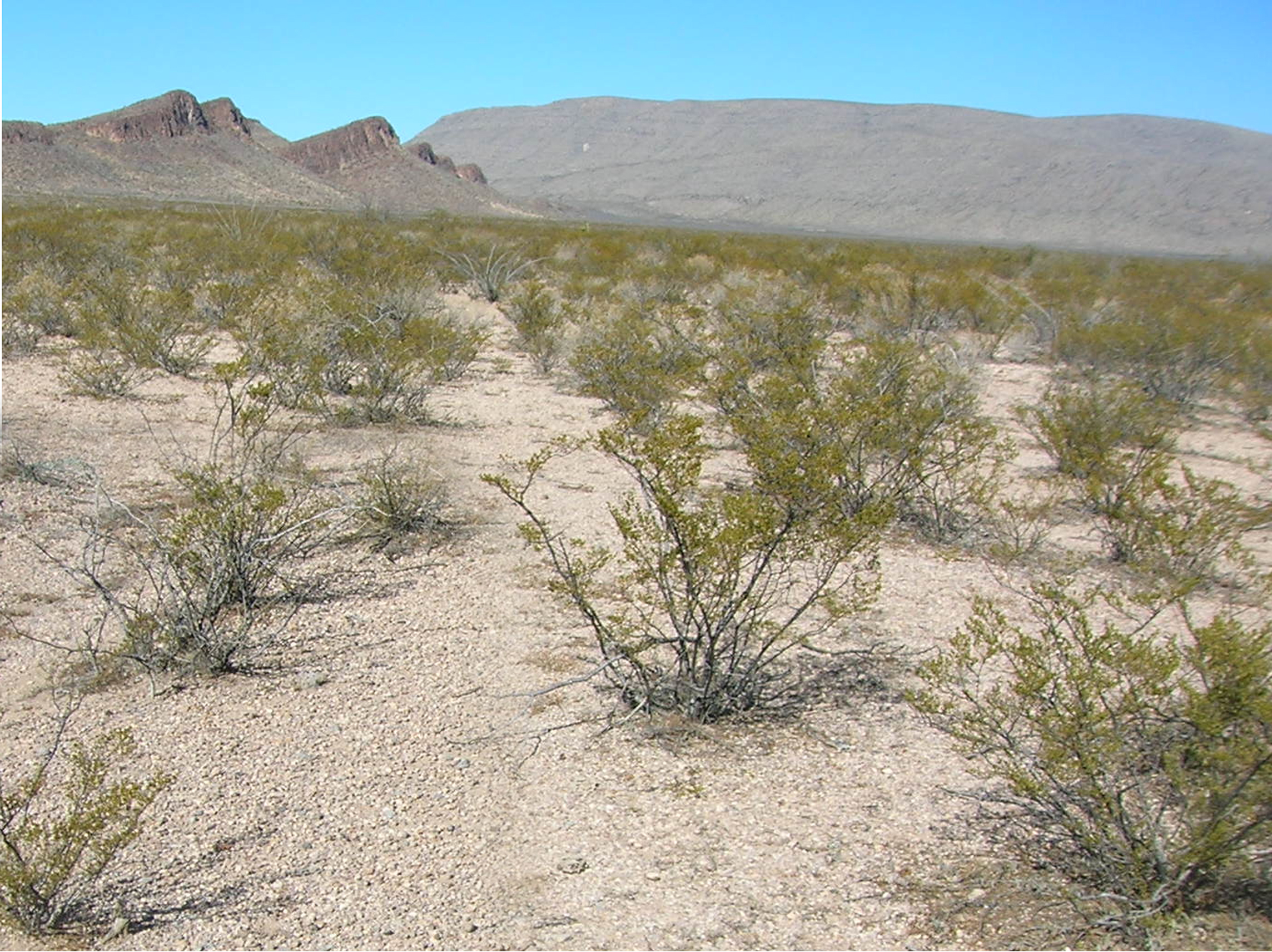
Halbwüste Chihuahu

Die Coloradokröte (Incilius alvarius, Syn. Bufo alvarius), auch Sonora-Wüstenkröte genannt, ist eine Amphibienart aus der Familie der Kröten (Bufonidae). Sie kommt in der Sonora-Wüste im Südwesten der USA sowie in den Halbwüsten im Nordwesten Mexikos vor. Sie ist bislang die einzig bekannte Krötenart, die das starke Halluzinogen 5-MeO-DMT in ihren Hautdrüsen produziert.

## Beschreibung
Die Coloradokröte ist relativ groß ihr Körperbau wirkt gedrungen. Die Weibchen erreichen eine Kopf-Rumpf-Länge von 90 bis 187 Millimetern und können bis zu 900 Gramm schwer werden. Die Männchen bleiben mit 80 bis 160 Millimetern deutlich kleiner.
Die Haut ist für Kröten relativ glatt und wirkt ledrig. Sie besitzt eine olivgrüne Farbe. Die Pupillen sind queroval, die Iris golden. In den Mundwinkeln befinden sich stets je eine oder mehrere weißliche Warzen, die für die Art charakteristisch sind.
Charakteristisch für die Familie der Kröten sind die Ohrdrüsen oder Parotiden. Dabei handelt es sich um paarige, meistens wulstförmige Drüsen, die hinter den Augen hervortreten. Bei der Coloradokröte sind diese Drüsen ungefähr doppelt so lang wie breit. Ihre Länge entspricht dem Abstand zwischen Nasenloch und dem Tympanum. In den Drüsen werden verschiedene Alkaloide produziert, die der Abwehr von Fressfeinden und dem Schutz der Haut gegen Ektoparasiten dienen. Auf Druck bzw. Reizung wird aus den Drüsen ein milchig-weißes Sekret abgesondert, das beim Menschen eine halluzinogene Wirkung hat.

## Verbreitung und Lebensraum
Das Verbreitungsgebiet der Colorado-Kröte reicht in den USA vom südöstlichen Kalifornien über den Süden Arizonas bis ins südwestliche New Mexico. Sie ist häufig im Canyonsystem des Barranca del Cobre und in Halbwüsten im angrenzenden mexikanischen Bundesstaat Chihuahua zu finden. Über den mexikanischen Bundesstaat Sonora, in dem der größte Teil der Sonora-Wüste liegt, reicht das Verbreitungsgebiet bis in den Bundesstaat Sinaloa.
Die Colorado-Kröte bevorzugt aride ebene Lebensräume mit sandig-kiesigem Untergrund, bewachsen mit Büschen oder Gras mit Wacholder bis zu Eichenwäldern und kommt in Höhen bis zu 1763 Metern vor. Ihr Lebensraum liegt meist in der Nähe von permanenten oder temporären Gewässern, die für die Entwicklung der Larven zu adulten Amphibien notwendig sind.

## Lebensweise
Die Coloradokröten sind überwiegend nachtaktiv.
Ihr Hautgift schützt die Kröten vor Fressfeinden. Waschbären umgehen die Hautsekrete, indem sie die Kröten auf den Rücken drehen und nur die Innereien verzehren.
Die ausgeprägten Unterarme der Kröten ermöglichen das Eingraben in den Boden, um sich tagsüber gegen Gefahren und Austrocknung zu schützen. Auch in der Trockenzeit graben sich die Kröten ein und schützen sich dabei durch eine Hülle aus Hautschleim. Diese Ruhephase kann bis zu 4 Monate andauern.
Ihre Paarung findet in der Regenzeit nach starken Regenfällen statt. Die Weibchen legen dann bis zu 8000 Eier mit einem Durchmesser von je 1,6 Millimetern in den Wasserstellen ab. Die Kaulquappen ernähren sich pflanzlich von Algen.

## Hautgift

### Halluzinogen
5-MeO-DMT ist eine Substanz, die ähnlich wirkt wie das besser bekannte DMT (Dimethyltryptamin). Beide Substanzen sind psychoaktive Tryptamine, die auf das zentrale Nervensystem wirken und Wahrnehmungsveränderungen, Halluzinationen und spirituelle Erfahrungen hervorrufen können. 5-MeO-DMT ist jedoch etwa viermal stärker als DMT und kann in hohen Dosen zu intensiven mystischen Erfahrungen führen. Das Interesse an der Colorado-Kröte und ihrem Gift hat in den letzten Jahren zugenommen, insbesondere im Zusammenhang mit der Behandlung von Depressionen und anderen psychischen Erkrankungen. Es gibt Berichte über Menschen, die das Krötengift rauchen oder sich unter Aufsicht eines Schamanen injizieren lassen, um spirituelle Erfahrungen zu machen oder ihre psychische Gesundheit zu verbessern. Hinsichtlich der Sicherheit und Wirksamkeit dieser Praktiken, bestehen jedoch Bedenken. Außerdem gibt es nur begrenzte wissenschaftliche Erkenntnisse über die Wirksamkeit von 5-MeO-DMT bei psychischen Erkrankungen, und es ist nicht als Medikament zugelassen.

### Studienlage
Die Studienlage zu Kröten und ihren psychoaktiven Substanzen ist begrenzt. Obwohl Krötengifte für medizinische Zwecke in Deutschland und anderen Ländern verboten sind, werden sie von einigen Befürwortern als potentielles Medikament gegen psychische Erkrankungen angesehen. Klinische Studien, die diese Behauptungen stützen, gibt es jedoch nicht. Die Wirkung von 5-MeO-DMT wird dem Serotonin-System im Gehirn zugeschrieben, und Forscher interessieren sich für mögliche Auswirkungen auf die Psyche, einschließlich des Potenzials zur Behandlung von Sucht und Depression. Weitere Forschung ist notwendig, um die Wirkung und die möglichen Risiken des Konsums von Krötengift zu verstehen. Derzeit gilt der illegale Konsum von Krötengift als gefährlich und strafbar. Eine laufende Studie mit 200 Teilnehmern untersucht die Wirkung von Krötengift auf Depressionen und Angststörungen. Die Ergebnisse müssen noch von unabhängiger Seite überprüft werden, bevor eine endgültige Aussage über die Wirksamkeit von Krötengift als Therapeutikum gemacht werden kann.

## Gefährdung und Schutz
Die IUCN bewertet die Art in ihrer Roten Liste gefährdeter Arten als „nicht gefährdet“ („least concern“). Als Gründe für die Einstufung werden das große Verbreitungsgebiet, die Fähigkeit zur Anpassung an veränderte Umweltbedingungen und die vermutlich hohe Individuenanzahl angeführt. Die Populationszahlen gelten noch als stabil. Coloradokröten gelangen weltweit in den Zoofachhandel, auch in Deutschland. Von daher ist von einer mittelfristen Gefährdungslage für diese speziell angepassten Amphibien auszugehen.